# بنيامين سلانت

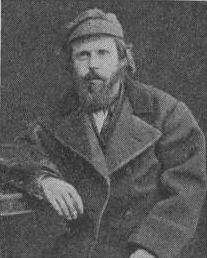
بنيامين سلانت

بنيامين بينوش سلانت (בנימין סלנט، 1838، سالانت، ليتوانيا – 19 تشرين الأول (أكتوبر) 1900، القدس) تاجر إتروغي في فلسطين وأحد الناشطين في الاستيطان اليهودي في فلسطين في النصف الثاني من القرن التاسع عشر. ابن الحاخام شموئيل سلانت، حاخام القدس.

## السيرة الذاتية
ولد في مدينة سلانت، ليتوانيا، للحاخام شموئيل سلانت، الذي أصبح فيما بعد حاخام القدس، ولتويفا، ابنة الحاخام يوسف زوندل من سلانت.
عندما تم تعيين والده مدرسًا في القدس وهاجر إلى فلسطين في عامي 1950 و1951 (استغرقت الرحلة عدة أشهر بسبب الحرب بين محمد علي حاكم مصر والسلطان، والتي تداخلت مع حركة الشحن)، أحضر معه زوجته وابنه بنيامين. درس في التلمود التوراة ومدرسة إيتز حاييم الدينية، وتلقى تعليمه على يد والده الذي كان حاخام الطائفة الأشكنازية، وعلى يد جد والدته الذي كان أحد آباء حركة موسار. تزوج من حانا سارة ابنة الحاخام يوزيل ليون من سلانت.
اعتمد لعدة سنوات على مائدة حميه واستمر في الانخراط في التوراة، ولكن وفقًا للتعليم الذي تلقاه من والده ووالدته، لم يرغب في كسب عيشه من الحاخامية، لذلك اتجه إلى التجارة وكان من أوائل تجار الإتروجيم في فلسطين، وكان يعمل في توزيعها في فلسطين وتصدير الإتروجيم إلى الدول الأجنبية. كان سلانت وشركاؤه يشترون الإتروجيم وهم لا يزالون على الأشجار من البساتين العربية وبساتين المستعمرات الجديدة. في نهاية الصيف، كان سلانت ينتقل إلى يافا ويرتب الشحنات إلى الخارج. كان لسلانت وشركاؤه نوع من الاحتكار على معظم تجارة الإتروج في البلاد.
كما كان لسلانت نشاط في الاستيطان اليهودي الجديد في فلسطين. وكان أحد المؤسسين السبعة لحي نحلات شيفع، وشارك لاحقًا في تأسيس أحياء إيفين يسرائيل ومشكينوت يسرائيل ومزكريت موشيه. وكان أحد شركائها شركة لشراء أرض أريحا في أنشطتها لإنشاء مستعمرة بتاح تكفا، والتي تم بناؤها في نهاية المطاف في مكان آخر. حتى أن سلانت أدار لعدة سنوات "فندق يهودا هيلز"، وهو خان الطريق الشهير عند مدخل شاعار هاجاي.
توفي في القدس، في التاسع عشر من تشرين الأول (أكتوبر) 1950، ودفن في مقبرة جبل الزيتون. يقع قبره بجوار قبر والده الذي توفي بعد تسع سنوات. تم تسمية أحد الشوارع في حي نحلات شيفع باسمه.